# Pavel Ivanovič Jagužinskij
Pavel Ivanovič Jagužinskij (in russo Павел Иванович Ягужинский?; Lituania, 1683 – San Pietroburgo, 17 aprile 1736) è stato un politico, diplomatico e nobile russo.
Sotto il regno di Pietro il Grande fu Ciambellano (1712), stalliere maggiore (1727), e generale d'esercito (1727). Divenne noto per la sua onestà ed integrità che lo zar Pietro I apprezzava particolarmente.

## Biografia

### I primi anni
Figlio di un organista di origini lituane, nacque forse nel villaggio di Kubliči, nel voivodato di Połock, nel granducato di Lituania (attuale Bielorussia). Nel 1687, assieme alla famiglia di suo padre, giunse in Russia.
Grazie alla sua trasparenza ed al suo profondo senso del dovere, riuscì a porsi al servizio del ministro degli esteri Fëdor Alekseevič Golovin come paggio. Nel 1701 intraprese la carriera militare entrando nel reggimento Preobraženskij, sino a divenire ufficiale al servizio dello zar Pietro I di Russia che lo notò mentre era a corte.
Si convertì a quel punto dal luteranesimo al cristianesimo ortodosso.

### Missioni diplomatiche per Pietro I
Nel 1710, col grado di capitano nel reggimento Preobraženskij, sposò Anna Fëdorovna Chitrovo dalla quale ricevette una ricca dote che, tra le altre cose, includeva anche il possesso del villaggio e del castello di Avčurino ed il villaggio di Sergeevskoe (oggi Plavsk). Il 9 luglio 1706 aveva ricevuto da Pietro il Grande in dono un'isola del fiume Jauza.
Nel corso della Grande guerra del Nord, Jagužinskij svolse regolarmente delle missioni diplomatiche per Pietro il Grande e nel 1713 si portò con lui in un viaggio all'estero. Nel 1711 prese parte alla campagna di Prut ed in quello stesso anno accompagnò Pietro I a Karlovy Vary e a Torgau per il matrimonio dello zarevic Aleksej. Nel giugno del 1711 ricevette il rango di colonnello e, il 3 agosto di quello stesso anno, ottenne il rango di aiutante generale. Il 19 febbraio 1712 venne nominato ciambellano imperiale.
Jagužinskij presenziò tra i pochi al matrimonio tra Pietro I e Marta Skavronskaya. Nel novembre del 1713 venne inviato alla corte di Copenaghen con la notizia dell'arrivo di Pietro il Grande col suo esercito nel ducato di Meclemburgo. Nel 1714, si portò in Danimarca ancora una volta affiancando l'ambasciatore locale, Vasilij Lukič Dolgorukov, per ribadire al sovrano locale di accondiscendere agli accordi presi.
Nel 1719 prese parte al congresso di Åland, e nel 1720-21 rappresentò gli interessi della Russia alla corte di Vienna, cogliendo anche l'occasione per reclutare un gruppo di commedianti da inviare in madrepatria per Pietro I.
Jagužinskij si portò per partecipare al congresso di Nystad il 24 agosto 1721, ma su richiesta del suo rivale Andrej Ivanovič Osterman, il comandante di Vyborg, Ivan Šuvalov, lo ritardò in città per due giorni e quando Pavel Jagužinskij giunse infine a Nystad, la pace era già stata conclusa.

### Il potere ed il divorzio dalla moglie
Sin da giovane, Jagužinskij si era fatto la reputazione di "ottimo interlocutore, gioviale e danzatore senza sosta", ma anche di integerrimo funzionario anche nei momenti di svago della corte dove, su ordine di Pietro I, aveva il compito di annotare i cortigiani assenti ai festeggiamenti. L'enorme potere di cui Jagužinskij venne investito lo pose anche in condizioni di grande ricchezza, al punto che egli stesso spendeva grandi somme di denaro per il suo abbigliamento e per i suoi servitori oltre che per lussuose carrozze che sovente prestava allo zar.
A livello personale, ad ogni modo, il matrimonio tra Jagužinskij e sua moglie sembrava sul punto di naufragare. Jagužinskij era spesso in viaggio all'estero e sua moglie prese sempre più spesso a risiedere a Mosca. Nel 1721, al matrimonio di Yuri Trubetskoy, i due litigarono pubblicamente per il fatto che, durante i festeggiamenti, ella si rifiutò di danzare col legittimo consorte. Bergholz, che la vide nel 1722, la descrisse come una donna costantemente melanconica e malata. Anna Fëdorovna venne quindi posta dal marito in un monastero di Mosca e Jagužinskij, in parte su insistenza di Pietro I, prese la decisione di scrivere al sinodo della chiesa ortodossa per chiedere il divorzio dalla moglie "così che io non continui questa disastrosa vita [con lei], ma nel contempo che i miei piccoli figli non abbiano a soffrire per tale condotta della madre". Anna Fëdorovna si giustificò dicendo "di essersi comportata male in incoscienza ed a causa della costante melanconia [causata dall'assenza del marito], che le iniziò nel 1721, e che l'idea di separarsi dallo sposo e dai propri figli la lasciava ancor più nella disperazione".
Il divorzio venne infine concesso e fu uno dei primi in Russia, non mancando di far parlare a lungo della faccenda. Vališevskij ha fatto notare ad ogni modo come già prima della concessione del divorzio, Jagužinskij avesse trovato la propria futura sposa, una delle figlie del gran cancelliere Gavriil Ivanovič Golovkin, anch'ella chiamata Anna. Il divorzio venne ufficialmente concesso il 21 agosto 1723 ed il 10 novembre a San Pietroburgo Jagužinskij si maritò con la nuova consorte con una cerimonia magnifica. Secondo Bassevič, Jagužinskij "era felice della sua seconda moglie come lo zar lo era di sua moglie".
Su richiesta di Jagužinskij, la sua prima moglie, per decreto della zarina Caterina I, venne imprigionata nel monastero di San Teodoro "sino alla fine dei suoi giorni", luogo da cui tentò di fuggire per ben due volte, venendo comunque sempre catturata. Morì dieci anni dopo e nel frattempo divenne anche monaca col nome di Agaf'ja.

### Procuratore generale
Dal 22 gennaio 1722, Jagužinskij venne nominato tenente generale dell'esercito russo. Quattro giorni prima, venne nominato primo prosecutore generale del Senato. In termini moderni, questo incarico corrispondeva a quello di procuratore generale. Tra i suoi compiti particolari, Pietro I gli affidò di sorvegliare attentamente sulle appropriazioni indebite che si verificavano a corte e nelle cariche di stato dove spesso gli alti politici sfruttavano la loro influente posizione per arricchirsi personalmente; in questo compito Jagužinskij si distinse per assoluta equità nei trattamenti e grande zelo personale Pietro I, stanco delle continue usurpazioni che avvenivano a corte, chiese allo stesso Jagužinskij di varare una legge draconiana secondo la quale se anche un uomo avesse rubato allo stato una corda, con quella corda sarebbe stato impiccato, legge che però realisticamente il fedele Jagužinskij gli fece notare di non poter metter in pratica per la diffusione della corruzione in Russia e di come fosse necessario procedere lentamente ma progressivamente nell'estirpazione di questa problematica.
Nel maggio del 1724, all'incoronazione di Caterina I, venne nominato comandante del reggimento dei cavalleggeri della zarina. Ricevette quindi il possesso dell'Isola di Elagin alla foce del fiume Neva. Nel 1720, aveva già avviato la costruzione di un prestigioso palazzo a tre piani su progetto di Georg Johann Mattarnovy e Nikolaj Gerbel' a San Pietroburgo, presso il lungoneva del Palazzo.
Come procuratore generale, Jagužinskij servì da contrappeso al potente principe Aleksandr Danilovič Menšikov e ne limitò in qualche maniera gli appetiti e le ambizioni. A corte, del resto, Jagužinskij era visto con sospetto in quanto la sua posizione gli consentiva di accusare del pretesto più futile qualsiasi personalità, anche se influente e di regolare così le aspirazioni personali dei più rampanti tra i cortigiani russi. Dopo la presa del potere da parte di Caterina I, il procuratore generale iniziò ad entrare in conflitto diretto con Menšikov che nel frattempo aveva rafforzato la propria posizione.
Dopo l'istituzione del Supremo Consiglio Privato della zarina e l'onnipotenza ormai raggiunta da Menšikov, Jagužinskij dovette lasciare il proprio incarico di procuratore generale ed il 3 agosto 1726 venne inviato come ministro plenipotenziario ad analizzare la questione della successione del ducato di Curlandia e Semigallia a Hrodna. Il 24 ottobre 1727, venne nominato generale pur non prestando servizio attivo.

### Il conflitto con Osterman

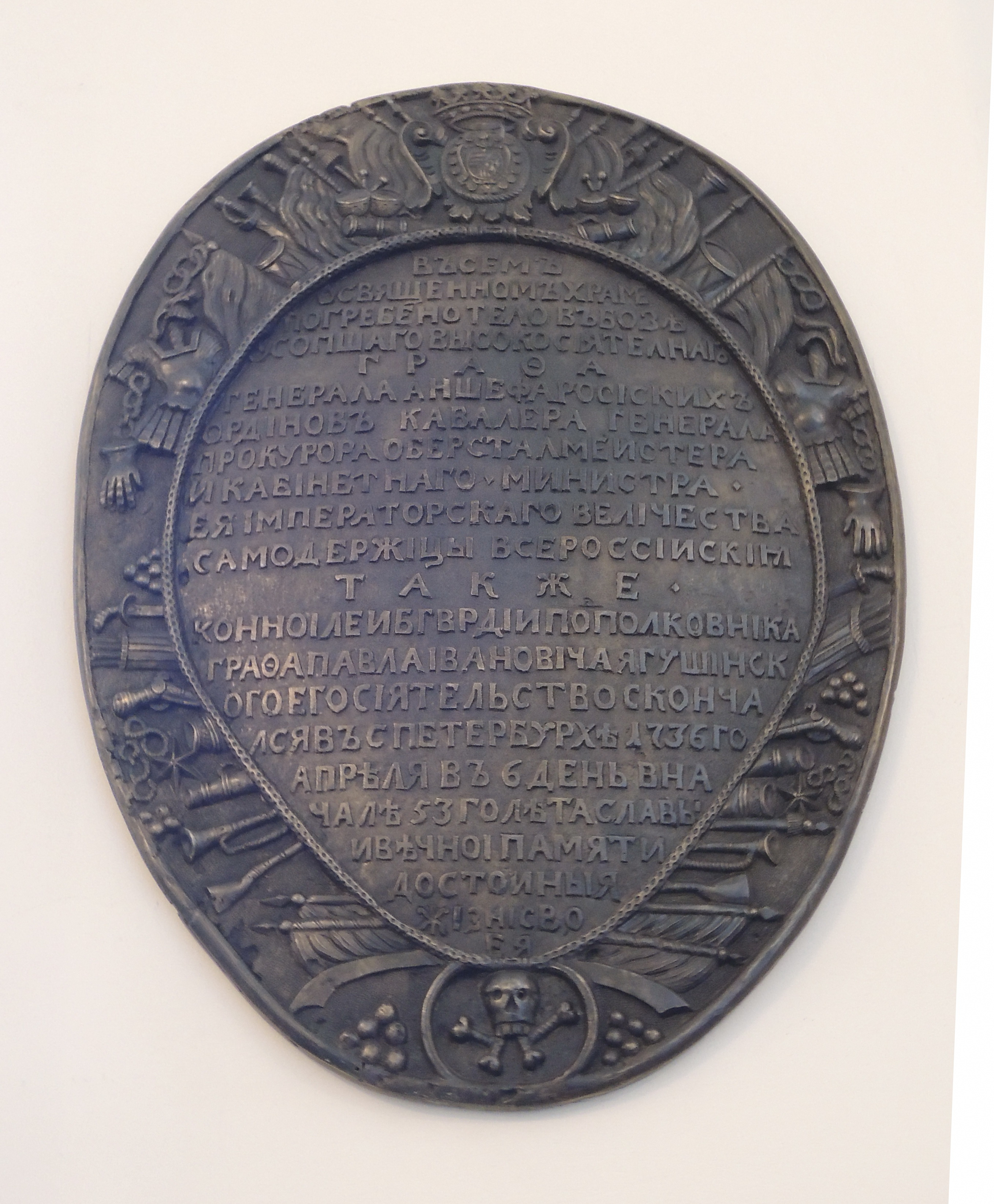
L'inscrizione sulla tomba di Jagužinskij

Nominato stalliere maggiore, Jagužinskij rientrò a corte dove si dedicò ancora una volta a barcamenarsi tra le diverse fazioni presenti a corte. Nel gennaio del 1730, prese parte alla cospirazione dei "supremi", ma, avendo ormai disperato della riuscita del piano, per salvare sé stesso decise di informare Anna Ivanovna il 20 gennaio, spiegandole come la maggior parte dei nobili non intendesse limitare i suoi poteri, ma solo proteggere i propri interessi. Il 16 gennaio 1730 venne comunque arrestato e poi rilasciato.
Anna Ivanovna ad ogni modo trovò il modo di ricompensarlo. Per decreto imperiale del 4 marzo 1730, Jagužinskij venne nominato senatore. In quello stesso anno (20 dicembre), ottenne altri incarichi militari meramente cerimoniali che però gli portarono anche altri lauti compensi. Dal 2 ottobre 1730 sino al 1731 fu procuratore del senato russo. Di sua iniziativa venne creato il primo corpo di cadetti dell'esercito russo. Il 19 gennaio 1731 ottenne il titolo di conte.
Il potere riconquistato temporaneamente ed il suo carattere personale, contrapposero ad ogni modo Jagužinskij con Andrej Ivanovič Osterman e quella fu la goccia che fece crollare la carriera dello statista russo. Il giorno in cui Osterman venne creato conte dalla zarina, Jagužinskij bevve più del solito ed iniziò a rivolgere una serie di improperi a quello che era il suo concorrente principale a corte, al punto che venne ripreso personalmente dalla sovrana. I vice cancelliere al momento sembrò non dare peso a questo fatto, ma in seguito non dimenticò l'offesa e chiese alla zarina che tutte le funzioni di governo fossero affidate al Gabinetto dei Ministri di stato, privando così de facto Jagužinskij del potere acquisito.
La zarina ordinò nel contempo a Jagužinskij di lasciare la corte e lo inviò in esilio dorato come ambasciatore a Berlino. Nel contempo egli venne privato della posizione acquisita a corte di stalliere maggiore (1732). Ad ogni modo, due anni più tardi, il duca Biron, che vantava un notevole ascendente sulla sovrana russa, trovandosi a corto di mezzi per surclassare l'influenza di Osterman a corte, iniziò a chiedere insistentemente il ritorno di Jagužinskij in Russia. Il 28 aprile 1735 venne accettato nuovamente nel gabinetto dei ministri e gli venne restituito l'incarico di stalliere maggiore.
La salute di Jagužinskij ad ogni modo andava peggiorando, non solo a causa della mole di notevole lavoro che per una vita si era accollato personalmente insieme ai suoi molti onori, ma anche per gli eccessi che conduceva. A 52 anni soffriva già di gotta ed i medici lo avevano invitato più volte a riguardarsi, mentre lui continuava senza sosta a dedicarsi ai propri piaceri. Nel gennaio del 1736, si ammalò di febbre, complicata dai suoi già presenti e continui attacchi di gotta, che lo portò alla morte nell'aprile di quello stesso anno. Venne sepolto nella chiesa dell'Annunciazione del Monastero di Aleksandr Nevskij. La sua seconda moglie si risposò poi col diplomatico Michail Petrovič Bestužev-Rjumin.

## Secondo i contemporanei
L'ambasciatore spagnolo in Russia, il duca di Lyria, così lo descriveva:

## Matrimoni e figli

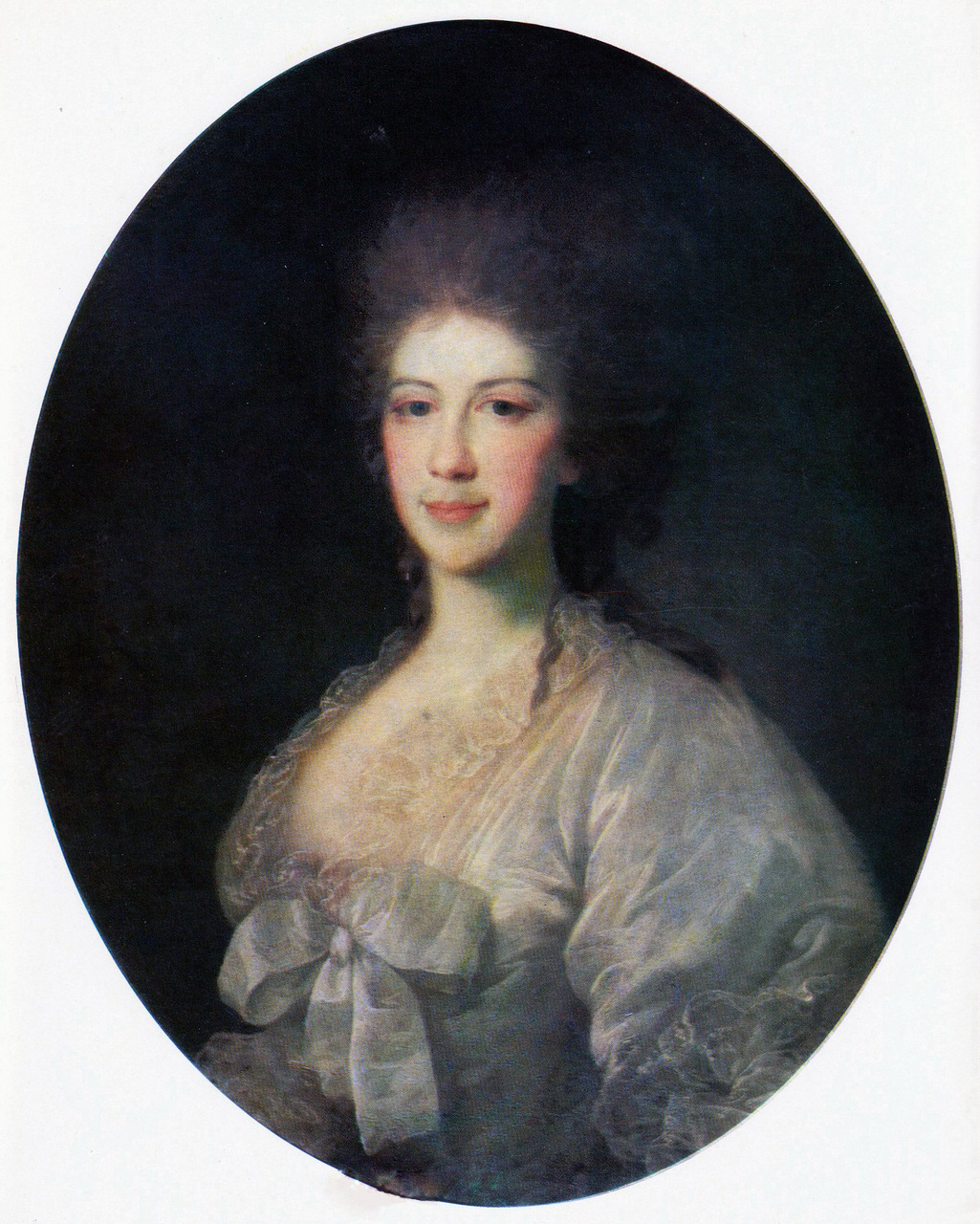
La contessa Praskov'ja Jagužinskaja che sposò il principe Gagarin

Nel 1710, Jagužinskij sposò Anna Fëdorovna Chitrovo (m. 30 luglio 1733), unica figlia di Fëdor Aleksandrovič Chitrovo (m. 1703), nipote di Aleksandr Chitrovo, uomo ricco ed influente della sua epoca. I due divorziarono nel 1723. La coppia ebbe insieme i seguenti figli:
- Un figlio maschio (m. 9 agosto 1724), nel 1723 venne inviato a studiare in Germania dove morì.
- Ekaterina (1713/14–1738), sposò nel 1730 il principe Vasilij Lopuchin (1711-1757).
- Natal'ja (1716–1786), sposò il tenente generale Fëdor Ivanovič Golovin (1704-1758).
- Praskov'ja (171...–1775), sposò nel 1738 il senatore principe Sergej Gagarin (1713—1782). Nel 1743, col marito venne coinvolta nel caso Lopuchina che però non comportò conseguenze per la coppia.

Il 10 novembre 1723 sposò Anna Gavrilovna Golovkina (170...—1751), dama d'onore della zarina, figlia del cancelliere conte Gavriil Ivanovič Golovkin. La coppia ebbe insieme i seguenti figli:
- Sergej (1731–1806), promosso tenente generale, sposò in prime nozze Anastasija Ivanovna Šuvalova, sorella di Ivan Ivanovič Šuvalov; in seconde nozze sposò Varvara Nikolaevna Saltykova (1749–1843); morì senza eredi sopravvissutigli.
- Marija (1732–1755), dama d'onore, il 14 febbraio 1748 sposò il conte Andrej Michajlovič Efimovskij (1717–1767)
- Anna (1733–1801), dama d'onore, sposò nel 1754 il conte Pëtr Apraksin; divenne in seguito monaca col nome di Augusta.